# Swainsona tephrotricha
Swainsona tephrotricha är en ärtväxtart som beskrevs av Ferdinand von Mueller. Swainsona tephrotricha ingår i släktet Swainsona och familjen ärtväxter. Inga underarter finns listade i Catalogue of Life.